# Джульджаг
Джульджаг (таб. Жулжагъ) — село в Табасаранском районе Дагестана (Россия). Административный центр сельского поселения «Сельсовет Джульджагский».

## География
Расположено к северо-западу от районного центра — села Хучни. Высота над уровнем моря 930 м.
Ближайшие сёла: на севере — Кулиф и Ругудж, на северо-западе — Пилиг, на северо-востоке — Гурик, на юге — Гасик, на юго-западе Хархни и Кюрек, на юго-востоке — Ляхе и Гисик.

## Население
| 1895 | 1926 | 1939 | 1970 | 1989 | 2002 | 2010 |
| ---- | ---- | ---- | ---- | ---- | ---- | ---- |
| 180  | ↘163 | ↗216 | ↗294 | ↗375 | ↗612 | ↗715 |
| 2021 |      |      |      |      |      |      |
| ↘691 |      |      |      |      |      |      |

## Топографические карты
- Лист карты K-38-84 Хив. Масштаб: 1 : 100 000. Издание 1977 г.